# Twin Oaks (Missouri)
Twin Oaks és una població dels Estats Units a l'estat de Missouri. Segons el cens del 2000 tenia 362 habitants.

## Demografia
Segons el cens del 2000, Twin Oaks tenia 362 habitants, 166 habitatges, i 111 famílies. La densitat de població era de 537,6 habitants per km².
Dels 166 habitatges en un 21,1% hi vivien nens de menys de 18 anys, en un 57,8% hi vivien parelles casades, en un 8,4% dones solteres, i en un 33,1% no eren unitats familiars. En el 28,9% dels habitatges hi vivien persones soles el 10,2% de les quals corresponia a persones de 65 anys o més que vivien soles. El nombre mitjà de persones vivint en cada habitatge era de 2,18 i el nombre mitjà de persones que vivien en cada família era de 2,69.
Per edats la població es repartia de la següent manera: un 14,6% tenia menys de 18 anys, un 6,6% entre 18 i 24, un 26,8% entre 25 i 44, un 32,6% de 45 a 60 i un 19,3% 65 anys o més.
L'edat mediana era de 46 anys. Per cada 100 dones de 18 o més anys hi havia 89,6 homes.
La renda mediana per habitatge era de 62.778 $ i la renda mediana per família de 68.125 $. Els homes tenien una renda mediana de 53.750 $ mentre que les dones 35.000 $. La renda per capita de la població era de 33.316 $. Cap de les famílies i l'1,7% de la població estaven per davall del llindar de pobresa.

## Poblacions més properes
El següent diagrama mostra les poblacions més properes.